# Labosse
Labosse je francouzská obec v departementu Oise v regionu Hauts-de-France. V roce 2013 zde žilo 447 obyvatel.

## Poloha
Sousední obce jsou: Boutencourt, La Houssoye, Lalandelle, Porcheux, Le Vaumain a Le Vauroux.

## Vývoj počtu obyvatel
Počet obyvatel